# Drakengard 3
Drakengard 3, chamado no Japão de Drag-On Dragoon 3 (ドラッグ オン ドラグーン3, Doraggu on Doragūn 3), é um jogo eletrônico de RPG de ação desenvolvido pela Access Games e publicado pela Square Enix. É o terceiro título da série Drakengard e foi lançado exclusivamente para o PlayStation 3 em dezembro de 2013 no Japão e em maio de 2014 na América do Norte e Europa. A história se foca em Zero, uma mulher que junta-se ao dragão Mikhail e parte para matar suas cinco irmãs, que dominam todas as regiões do mundo. O jogador vai descobrindo os reais motivos da missão de Zero a medida que a história progride. A jogabilidade mistura combates terrestres com elementos hack and slash e batalhas áreas.
O jogo foi criado com o objetivo de agradar jogadores que eram grandes fãs de RPGs eletrônicos e foi desenvolvido pela mesma equipe que trabalhou no Drakengard original e seu spin-off Nier, incluindo o diretor Yoko Taro, o produtor Takamasa Shiba e a roteirista Sawako Natori. A trilha sonora foi composta por Keiichi Okabe, que também trabalhou em Nier. O jogo foi desenvolvido pela Access Games, diferentes dos títulos anteriores, devido à experiência da companhia na produção de jogos de ação e o desejo da equipe de abordar as críticas feitas contras as jogabilidades de seus predecessores.
Drakengard 3 teve uma recepção mista para positiva no Japão e mistas no ocidente. A jogabilidade terrestre e história foram de modo geral elogiadas, porém questões técnicas, jogabilidade aérea e gráficos foram criticados. Seu desempenho comercial no Japão foi moderado, alcançando a marca de mais de 150 mil cópias vendidas. O título recebeu vários conteúdos para download na forma de itens cosméticos e capítulos de história adicionais. Além disso, Drakengard 3 recebeu mídias complementares na forma de dois mangás, uma novela e uma romantização todas escritas por Jun Eishima.

## Jogabilidade
Drakengard 3 é um RPG eletrônico de ação em que a jogabilidade consiste em missões terrestre e aéreas. O jogador controla a protagonista Zero durante toda a campanha e é acompanhada na maioria dos níveis por companheiros controlados pela inteligência artificial. Zero realiza vários ataques em inimigos diferentes durante os combates terrestres. Esses podem ser combinados em combos que preenchem o Medidor de Tensão. Quando o medidor chega no máximo, Zero entra temporariamente no Modo Intonador, um estado hiperativo que lhe permite mover-se rapidamente e infligir grandes danos contra inimigos ao mesmo tempo que fica imune a ataques. As armas ficam mais poderosas a medida que Zero sobe de nível, com ela ganhando acesso a novos tipos de armamentos a medida que a narrativa progride. Cada tipo de arma produz um conjunto diferente de ataques. O jogador não precisa pausar o jogo para poder trocar de armas, diferentemente de jogos anteriores da série, em vez disso sendo capaz de alterá-las em qualquer momento da jogabilidade.
Zero pode utilizar quatro tipos diferentes de armas: espadas, lanças, braceletes de combate e chakrams. Cada arma possui quatro níveis que podem ser alcançados por meio de combates ou ao gastar o dinheiro adquirido. Cada arma tem diferentes efeitos dependendo do tipo de inimigo e situação de combate, com lanças sendo mais úteis contra oponentes com muita armadura enquanto espadas são as armas padrão. Zero pode coletar itens de baús e inimigos derrotados enquanto explora os níveis, podendo usá-los para ganhar dinheiro. Há várias missões paralelas que podem serem completadas enquanto o jogador progride pela história. A performance do jogador durante essas missões pode lhe valer itens especiais, com o número destes aumentando com o número de inimigos mortos.
A jogabilidade aérea é realizada com Zero montando o dragão Mikhail. Há dois tipos principais de combates aéreos: missões estilo shoot 'em up e batalhas livres que permitem combates tanto aéreos quanto terrestres. Mikhail possui à disposição vários tipos de ataques: ele pode realizar ataques de varredura no chão usando suas asas e cauda contra inimigos, enquanto no ar pode cuspir fogo contra oponentes terrestre e aéreos. Mikhail é completamente controlável, podendo voar através dos ambientes e desviar de fogo inimigo. Seu principal ataque de cuspir fogo possui um elemento de mira que pode fazê-lo acertar vários inimigos. Ele também pode entrar no Modo Intonador, que amplifica a quantidade de dano que pode infligir. Zero também pode chamar Mikhail em missões terrestres a fim dele atacar unidades inimigas.

## Sinopse

### Mundo
Drakengard 3 se passa aproximadamente um século antes dos eventos do Drakengard original. Em tempos passados, o mundo de Midgard foi devastado por conflitos entre senhores da guerra. Cinco figuras misteriosas chamadas de Intonadoras apareceram no auge da guerra e usaram suas habilidades mágicas de música para derrotar os senhores da guerra e pôr um fim ao conflito. Elas passaram a ser reverenciadas como divindades e tornaram-se as governantes das várias regiões do mundo. Muito tempo depois no presente, Um, a mais poderosa das Intonadoras, passou a desejar a unificação das cinco mais uma vez a fim de estabilizar Midgard. A fonte do poder das Intonadoras é uma flor maligna que salvou a Zero da morte para poder usá-la como instrumento da destruição humana. Zero foi sua hospedeira original, porém agora deseja destruir todas aquelas afetadas por seu poder, com ela própria e suas "irmãs" tendo sido criadas quando Zero tentou se suicidar com o objetivo de garantir a segurança do mundo.

### Personagens
A protagonista do jogo é Zero, considerada uma traidora pelas Intonadoras e seus seguidores. Auxiliando Zero em sua aventura está o dragão Mikhail, que está sempre ao seu lado e serve como montaria aérea. As cinco Intonadoras são: Um, a atual líder e mais poderosa das Intonadoras; Dois, a membro mais alegre do grupo e governante do País da Areia; Três, governante do País da Floresta e alguém obcecada por bonecas; Quatro, governante do País da Montanha e a única virgem entre o grupo, além de uma racista com elfos; e Cinco, governante do País do Mar e uma mulher consumida pela ganância. Viajando junto com Zero estão os discípulos, um grupo que anteriormente serviu às Intonadoras e passa a acompanhar Zero depois de suas mestres serem mortas. Eles são Cent, um homem burro e superconfiante, além de amante de Dois; Octa, um homem mais velho e ardiloso obcecado por sexo; Decadus, um guerreiro com uma tendência masoquista; e Dito, um jovem sádico. Cada um dos discípulos ajuda a Intonadora a convocar anjos e demônios para as batalhas. O jogo é narrado por Accord, uma andróide criada pelo "velho mundo" para monitorar e documentar todas as linhas do tempo.

### Enredo
Zero e seu dragão Michael abrem caminho para dentro da Cidade Catedral, o centro do poder das Intonadoras. Seu tentativa de matá-las termina de forma desastrosa: ela e Michael são feridos gravemente por Gabriel, o dragão de Um. Mais de um ano depois, Zero e seu dragão, o agora reencarnado e infantil Mikhail, partem para tentarem matar as Intonadoras novamente. Eles primeiro viajam para o País do Mar a fim de enfrentarem Cinco; esta acaba morta por seu discípulo Dito, quem Zero coloca a seu serviço. O grupo segue para o País da Montanha e conseguem matar Quatro, com Zero recrutando Decadus. Em seguida vão para o País da Floresta, onde Octa tenta trair Três, porém ela o força a enfrentar Zero. Três acaba morta por Mikhail, que pouco depois é capturada por demônios enviados por Dois e Cent. Zero os persegue até o País da Areia, libertando Mikhail, derrotando dois e recrutando Cent. O grupo finalmente entra na Cidade Catedral e Zero transforma seus discípulos em suas formas verdadeiras de pombos, libertando-os de seu serviço. Mikhail morre durante a batalha contra Um, mas consegue ferir Gabriel, que permite que Zero finalmente mate o dragão e sua irmã. Zero é então morta por um clone masculino de Um, que decide criar uma nova ordem religiosa em memória de sua "irmã" para poder se proteger.
Depois disso, Accord conta sobre três séries de eventos alternativos chamados de "ramos" que foram causados por "singularidades" (Zero, suas irmãs e os discípulos). No segundo ramo, enquanto estão no País da Floresta e já com Cent no grupo, Zero descobre que as irmãs estão ficando insanas devido o poder da flor. Três morre de causas desconhecidas. O grupo acaba descobrindo que Um foi morta por uma Dois enlouquecida. Cent trai o grupo devido a influência de Dois e mata Octa e Dito. Dois e Decadus matam um ao outro enquanto Zero mata Cent. Dois e Cent antes de morrerem convocam o dragão Raphael, que envenena Mikhail antes de ser morto. Zero ativa o poder da flor para poder salvar Mikhail e forma um "pacto" com ele, ressuscitando-o. No terceiro ramo, Mikhail retorna para sua forma infantil pelos poderes de Dois depois de ser libertado. O grupo enfrenta Dois ao chegarem na Cidade Catedral, que destrói os quatro discípulos quando estes a matam. Zero enfrenta Um, que revela saber a verdadeira natureza das Intonadoras e o motivo da parceria de Zero com Mikhail: o dragão mataria Zero assim que todas as Intonadoras estivessem mortas, destruir o poder da flor. Gabriel e Mikhail se matam enquanto Zero derrota Um. Zero fica em choque pela morte de Mikhail, partindo para encontrar um novo dragão que possa acabar com sua vida. Accord implica que ela falhou.
No quarto e último ramo, Zero encontra cada uma das Intonadoras possuídas pelo poder da flor. Em cada batalha, os discípulos convocam seus anjos e se transformam em pombas até restar apenas Octa. Zero e Octa enfrentam Um na Cidade Catedral enquanto Mikhail desafia Gabriel. Octa se sacrifica e Accord decide intervir e também se sacrificar para que Zero possa matar Um, que acaba matando Gabriel e salvando Mikhail. Zero se transforma em um monstro de pedra ao absorver o poder das cinco Intonadoras e batalha contra Mikhail. O dragão vence e a voz de Accord declara que o poder maligno da flor foi selado, porém há a possibilidade dele reaparecer em outro tempo e lugar. Ela também suspeita que Zero esteja viva. Em uma cena pós-créditos, uma nova versão de Accord substitui aquela destruída e muitas outras juntam-se para ajudar a gravar os eventos do mundo. A nova Accord fala com o jogador, dizendo esperar vê-lo novamente e lhe agradecendo por ter jogado.

## Desenvolvimento
Drakengard 3 foi concebido quando Takamasa Shiba e Yoko Taro, respectivamente o produtor e diretor do Drakengard original, encontraram-se anos depois da Cavia, companhia desenvolvedora dos primeiros jogos da série, ter sido absorvida por sua dona a AQ Interactive. Os dois ressuscitaram planos de criar um terceiro título de Drakengard. Como parte do processo, a publicadora Square Enix usou questionários respondidos por fãs para poder avaliar que tipo de jogo o público queria, com o resultando mostrando que os jogadores desejavam uma história sombria similar ao spin-off Nier. Shiba comentou que Drakengard 3 foi produzido parcialmente porque a Square Enix estava criando menos RPGs eletrônicos para um jogador em consoles de mesa, assim desejando capturar a memória dos velhos dias. Além disso havia a ambição do produtor de mostrar que os fãs de RPG eram agora uma comunidade importante que queria uma experiência mais profunda e desafiadora. O jogo foi desenvolvido pela Access Games, destacada por seu trabalho em Deadly Premonition. Shiba comentou que a empresa era "muito boa na criação de jogos de ação", o que permitiria que a equipe abordasse as críticas feitas aos títulos anteriores da série ao mesmo tempo que poderiam moldar uma história digna da franquia Drakengard. Drakengard 3 estava aproximadamente sessenta por cento completo quando foi anunciado em 2013, com Yoko afirmando que "Não é Drakengard ou Nier. Se você está esperando isso, ficará decepcionado".
Kimihiko Fujisaka, desenhista de personagens dos títulos anteriores da série, retornou na mesma função. Fujisaka utilizou a inspiração da "Europa medieval" dos dois jogos anteriores para criar os inimigos, enquanto aproximou-se mais de desenhos modernos para os personagens principais. Além do desenhista, o ator Shinnosuke Ikehata, que dublou personagens importantes nos jogos anteriores da série, retornou para Drakengard 3, assim como a roteirista Sawako Natori, que trabalhou em Drakengard, Drakengard 2 e Nier, que retornou a fim de escrever o roteiro junto com Yoko. Shiba afirmou que história foi escrita para ter "um bom equilíbrio entre escuridão e humor", complementando ao dizer que "há uma boa parte de [escuridão], nos diálogos de jogo por exemplo". A equipe não queria deixar a história completamente sombria e que houvesse cenas em que as pessoas poderiam rir. Yoko não desejava que as emoções dos diversos personagens se encaixassem em estereótipos simples ou que houvesse uma abordagem simplista da situação. Ele também queria criar uma sensação "anormal" nos jogadores: o exemplo dado foi o contraste entre medo e terror mostrado por soldados inimigos e o diálogo frequentemente vulgar entre Zero e seus companheiros. O diretor comentou que passou boa parte do desenvolvimento do jogo "meio rindo".
A equipe decidiu durante o processo de desenvolvimento da história ter uma protagonista feminina, em contraste com os jogos anteriores que possuíam protagonistas masculinos acompanhados por um grande número de personagens femininas: isto ocorreu principalmente porque todas as outras propostas foram rejeitadas ou descartadas. Vários aspectos do desenho de Zero e suas habilidades tinham a intenção de evocar uma atmosfera insalubre, enquanto a flor que cresce de seu olho foi quase cortada pois Shiba achou que seria um risco muito grande para a série junto com o gênero da personagem. Algumas das ideias de Yoko foram cortadas ou rejeitadas no decorrer do desenvolvimento, como a inclusão de uma ambientação totalmente contemporânea com uma colegial como protagonista e chamar o jogo de Drakengard 4 e ter sua história ao redor da procura pelo terceiro título perdido da série. Yoko, Natori e a roteirista suplementar Emi Nagashima ficaram responsáveis pela criação das personalidades dos discípulos. O diretor queria que Nagashima escrevesse Cent o mais idiota possível, com ela também recebendo opiniões negativas sobre sua representação de Decadus apesar de seus esforços. Octa foi o personagem que Natori e Nagashima compreenderam melhor, porém a segunda achou difícil escreveu sua novela específica. Yoko pediu para Natori escrever os diálogos de Mikhail incorporando as qualidades boas de animais e crianças. A roteirista pegou elementos de outras obras de ficção em vez de ser realista, achando o personagem o mais divertido para se escrever. Os diálogos entre Zero e seus discípulos foram escritos por Yoko a fim de contrastarem em conteúdo com a violência mostrada durante os combate. Alguns elementos de quebra da quarta parede foram incluídos, como alguns dos diálogos de Zero e as ações de Accord no último final da história: isto foi tanto uma referência ao Drakengard original quanto uma sugestão de que o mundo real era simplesmente outro ramo do universo da série.
O desenho de Fujisaka para Zero foi o primeiro a ser aprovado. As Intonadoras foram desenhas bem rapidamente depois disso: Yoko disse ao desenhista de personagens "pense em Puella Magi Madoka Magica" ao desenhá-las. Cada personagem teve temas diferentes: por exemplo, Cinco era nudez e roupas de malha, Quatro era ser uma capitão feminina e Dois era lingerie e "lolita". Três originalmente teria uma franja cobrindo seu rosto, porém isso foi abandonado. O sistema de nomes das personagens baseado em números e seus olhos de cores diferentes tinham a intenção de ajudar os jogadores a identificá-las, enquanto aspectos do desenho de Zero foram incorporados nas outras Intonadoras com o objetivo de enfatizar suas conexões. Os discípulos foram desenhados e aprovados bem rápido pois não eram de alta prioridade. Eles foram pensados a partir de arquétipos masculinos: Cent, originalmente o sadista, era o "menino bonito", Octa era o "homem velho", Decadus era o "homem de meia idade" e Dito era o "menininho".

### Música
A trilha sonora de Drakengard 3 foi composta por Keiichi Okabe, que também tinha trabalhado na música de Nier. O compositor sentiu que seus trabalhos precisavam combinar com as composições de Nobuyoshi Sano no Drakengard original em vez de copiá-las, também acreditando que não havia necessidade de "refazer" as músicas originais apesar dos méritos em potencial. Okabe comentou que a criação musical foi "uma produção difícil, porém para este jogo, há uma parte que eu estou fazendo que nunca havia passado antes". Ele trabalhou em separar o estilo de música deste título e de Nier à pedido de Yoko: o compositor fez isso ao incluir faixas mais gentis como as de Nier e também peças mais intensas. Os dois estilos também foram inspirados pelo mundo de jogo e pelo tema de "o sentimento de contraste". A composição "Exhausted 3" era uma reorquestração da canção tema de Drakengard, com a intenção de Okabe sendo fazer uma referência aos títulos anteriores da série ao mesmo tempo que mantém-se fiel aos desejos de Yoko.
Drakengard 3 teve duas canções temas. A primeira foi "Kuroi Uta", composta por Okabe com letras de Kikuchi Hana, um dos roteiristas originais de Nier, e interpretada por Eir Aoi. Aoi foi escolhida por causa de sua admiração pela série Drakengard. A segunda canção foi "This Silence is Mine", composta por Okabe e escrita e interpretada por Chihiro Onitsuka. O compositor pediu a ajuda da cantora por achar que ela seria perfeita para projetar o mundo e os temas do jogo. A intenção era que a música fosse emocionalmente intensa, mas ao mesmo tempo "fria" e "vazia". Onitsuka inspirou-se na representação de Zero no decorrer da história na hora de escrever. O rascunho original tinha aproximadamente cinco minutos de duração, com a cantora precisando interpretar a canção cinco vezes até Okabe ter ficado satisfeito com a performance.
A música de Drakengard 3 foi lançada pela divisão musical da Square Enix em um único álbum comercial no dia 21 de janeiro de 2014, assim como havia ocorrido em Drakengard 2 e diferentemente do Drakengard original que um lançamento em dois volumes. O álbum continha 33 faixas, incluindo as duas canções tema. "Kuroi Uta" e "This Silence is Mine" haviam sido lançadas anteriormente no formato de singles, a primeira em 13 de novembro de 2013 e a segunda em 18 de dezembro de 2013.

## Lançamento
Drakengard 3 recebeu poucas prévias de jogabilidade e foi divulgado sob a forma de novelas: isso foi porque Shiba queria que a história do jogo fosse um mistério para os jogadores. O título originalmente seria lançado no Japão em outubro de 2013, mas foi adiado para dezembro por Square Enix querer melhorar a qualidade geral e garantir que o jogo atendesse a expectativa dos fãs. Embora tenha recebido um lançamento físico e digital no Japão e na América do Norte, Drakengard 3 foi lançado apenas em formato digital na Europa. Também foi lançado uma versão em chinês com a assistência da Sony Computer Entertainment Japan Asia na tentativa de explorar ativamente o mercado de língua chinesa. A edição do colecionador lançada no Japão também incluiu uma roupa inspirada em Kainé, personagem de Nier. Uma edição limitada de colecionador também foi lançada na América do Norte, Europa e Austrália pela Square Enix. Nela continha um romance sobre os personagens principais do jogo, um história envolvendo Um e um conteúdo para download para a dublagem japonesa e para um figurino de Zero inspirado em Caim, o protagonista do primeiro Drakengard.
Além do jogo, também foram lançados dois mangás no Japão escritos por Nagashima sob o pseudônimo Jun Eishima: Drag-On Dragoon: Utahime Five, uma prequela que se concentra nas outras Intonadoras, e Drag-On Dragoon: Shi ni Itaru Aka, que serve como sequência do jogo. Ambos os mangás foram criados e escritos com a supervisão de Yoko. O jogo foi complementado com vários pacotes de conteúdos extras que incluíram figurinos novos para Zero inspirados por protagonistas anteriores da série, adereços cosméticos para Mikhail e seis capítulos de prequelas que detalham eventos passados nas vidas de Zero e suas irmãs. Os conteúdos extras foram depois lançados no ocidente junto com uma música alternativa para o Modo Intonadora de Zero. A ASCII Media Works publicou um guia completo do jogo que incluía um guia sobre a história da série e uma novela que se passa depois de Shi ni Itaru Aka e que recontava os eventos do Drakengard original. Um romance intitulado Drag-on Dragoon 3 Side Story foi lançado em 28 de agosto de 2014. O livro conta uma quinta série de eventos que conectam Drakengard 3 a Drakengard, já que nenhum dos finais do jogo fazia isso.

## Recepção
Drakengard 3 vendeu 114.024 cópias durante sua semana de estreia no Japão, ficando em quarto lugar na tabela dos mais vendidos. Ele já tinha alcançando a marca de 125.500 unidades vendidas até o final de 2013. O total de vendas físicas no Japão até maio de 2014 foi de 150.866 cópias. O título ficou na 79º posição na lista da Famitsu dos jogos mais vendidos do ano de 2013, enquanto ficou no 62º lugar na lista da Dengeki Online. Drakengard 3 teve uma recepção mista para negativa pela crítica especializada. No agregador de resenhas Metacritic, o jogo tem um índice de aprovação de 61/100 baseado em 33 críticas.
A história teve uma recepção mista. A Dengeki Online afirmou que era o melhor enredo da série, enquanto a Famitsu foi de forma geral positiva sobre o mundo e personagens, elogiando os diálogos. Chris Carter da Destructoid disse que a história o incentivou a "seguir em frente e descobrir tudo por conta própria", também achando que os diálogos entre os personagens eram engraçados e suas relações divertidas. Kimberley Wallace da Game Informer foi menos positiva, escrevendo que existiam algumas cenas interessantes, porém "a narrativa e os personagens comentem vários erros". Meghan Sullivan da IGN criticou a história por ser lenta e depender de mais em conhecimento prévio sobre os jogos anteriores, falando que os personagens principais eram "mal escritos". Heidi Kemps da GameSpot elogiou o enredo, especialmente pelos modos como brincava com o gênero e pelo foco  que colocava nos muitos caminhos que os jogadores podiam seguir, enquanto Becky Cunningham da GamesRadar afirmou que a história era "o principal motivo para se jogar, especialmente como aborda fantasia medieval com humor negro em vez de traços certinhos". Chris Schilling da Eurogamer escreveu que o título jogava "como uma comédia negra", elogiando Zero e dizendo que a narrativa era mais fria que a de Nier.
A jogabilidade foi bem recebida, diferentemente dos jogos anteriores. A Dengeki Online elogiou o novo sistema de batalha, citando a habilidade de trocar de armas instantaneamente como o melhor elemento. A Famitsu também foi positiva, mesmo dizendo que Drakengard 3 não tinha muito elementos únicos a fim de se diferenciar de outros jogos do gênero. Sullivan gostou do aspecto terrestre da jogabilidade, especialmente o Modo Intonadora, porém criticou as porções aéreas como desajeitadas e exacerbadas por controles ruins. CCunningham comentou que o combate iria "manter [os jogadores] na ponta dos pés", elogiando o equilíbrio entre entre os poderes dos personagens e dos inimigos e a habilidade de trocar de armas, porém teve uma recepção mais mista sobre a jogabilidade aérea. Carter afirmou que a jogabilidade de ação era sua parte favorita, falando que era uma versão mais rápida e melhor do combate da série Dynasty Warriors, enquanto Kemps achou que era no geral satisfatório apesar de sua simplicidade, citando as seções com o dragão como "uma quebra bem-vinda, se nem sempre bem projetada, de apunhalar as tropas diretamente". Wallace foi positiva sobre muitos aspectos do sistema, mas afirmou que era atrapalhada pelo projeto de níveis e movimentos de inimigos previsíveis. Schilling gostou da jogabilidade terrestre, porém comentou que a parte aérea era bem menos proveitosa. A inteligência artificial ruim dos discípulos e dragões foram criticadas.
Os gráficos e o projeto de níveis foram criticados. Cunningham afirmou que os ambientes eram "muito sem graça" quando comparados à narrativa, enquanto Wallace criticou o projeto de níveis e o desenho dos personagens, porém citou as cutscenes como melhoras em relação aos títulos anteriores. Por outro lado, Carter elogiou os desenhos de personagens e escreveu que os visuais eram "absolutamente lindos". Sullivan foi de forma geral negativa, criticando o projeto de níveis e a paleta de cor restrita e comparando os gráficos com um jogo de PlayStation 2. Schilling falou mal das texturas, gráficos e desenho dos personagens, mesmo reconhecendo as tentativas dos desenvolvedores de satirizar convenções. Questão técnicas como queda na contagem de quadros por segundo, câmera errática e rasgos de tela sendo citadas como falhas.